# Double Loop Coaster
Double Loop (jap. ダブルループコースター, Daburu Rūpu Kōsutā) im Kōbe PortopiaLand (神戸ポートピアランド, Kōbe Pōtopiarando) auf Port Island im japanischen Kōbe war eine Stahlachterbahn des Herstellers Schwarzkopf GmbH, die im März 1981 eröffnet wurde. Am 31. März 2006 wurde der Park geschlossen und somit auch Double Loop.
Die 720 m lange Strecke erreichte eine Höhe von 28,5 m und besaß eine Abfahrt von 26 m. Die Höchstgeschwindigkeit betrug 80 km/h und die maximale Beschleunigung betrug 4 g. Die Bahn besaß zwei Loopings.

## Züge
Die Züge von Double Loop besaßen jeweils sieben Wagen. In jedem Wagen konnten vier Personen (zwei Reihen à zwei Personen) Platz nehmen. Die Kapazität betrug 720 Personen pro Stunde.